# UFC 297
UFC 297: Strickland vs. du Plessis（ユーエフシー・ツーナインティセブン：ストリックランド・バーサス・デュ・プレシ）は、アメリカ合衆国の総合格闘技団体「UFC」の大会の一つ。2024年1月20日、カナダ・オンタリオ州トロントのスコシアバンク・アリーナで開催された。

## 大会概要
本大会は王者ショーン・ストリックランドと挑戦者ドリカス・デュ・プレシによるUFC世界ミドル級タイトルマッチ、ラケル・ペニントンとマイラ・ブエノ・シウバによるUFC世界女子バンタム級王座決定戦が組まれた。

## 試合結果

### アーリープレリム
第1試合 127.5ポンド契約 5分3R
○  ジミー・フリック vs.  マルコム・ゴードン ×
2R 1:17 肩固め
※ゴードンの体重超過によりフライ級から変更。
第2試合 女子バンタム級 5分3R
○  ジャスミン・ジャスダビシアス vs.  プリシラ・カショエイラ ×
3R 4:21 アナコンダチョーク
第3試合 ウェルター級 5分3R
○  サム・パターソン vs.  ヨアン・レイネス ×
1R 2:03 リアネイキドチョーク

### プレリミナリーカード
第4試合 女子ストロー級 5分3R
○  ジリアン・ロバートソン vs.  ポリアナ・ヴィアナ ×
2R 3:12 TKO（パウンド）
第5試合 139.75ポンド契約 5分3R
○  ラモン・タベラス vs.  セルヒー・シーディー ×
2R 3:29 TKO（左ストレート）
※タベラスの体重超過によりバンタム級から変更。
第6試合 フェザー級 5分3R
○  ショーン・ウッドソン vs.  シャルル・ジョーデイン ×
3R終了 判定2-1（28-29、29-28、29-28）
第7試合 バンタム級 5分3R
○  ギャレット・アームフィールド vs.  ブラッド・カトーナ ×
3R終了 判定3-0（29-28、29-28、29-28）

### メインカード
第8試合 フェザー級 5分3R
○  モフサル・エフロエフ vs.  アーノルド・アレン ×
3R終了 判定3-0（29-28、29-28、29-28）
第9試合 ミドル級 5分3R
○  クリス・カーティス vs.  マルク＝アンドレ・バリオー ×
3R終了 判定2-1（30-27、28-29、30-27）
第10試合 ウェルター級 5分3R
○  ニール・マグニー vs.  マイク・マロット ×
3R 4:45 TKO（パウンド）
第11試合 UFC世界女子バンタム級王座決定戦 5分5R
○  ラケル・ペニントン vs.  マイラ・ブエノ・シウバ ×
5R終了 判定3-0（49-46、49-46、49-45）
※ペニントンが王座獲得に成功。
第12試合 UFC世界ミドル級タイトルマッチ 5分5R
○  ドリカス・デュ・プレシ vs.  ショーン・ストリックランド ×
5R終了 判定2-1（47-48、48-47、48-47）
※デュ・プレシが王座獲得に成功。

### 各賞
ファイト・オブ・ザ・ナイト：ドリカス・デュ・プレシ vs. ショーン・ストリックランド
パフォーマンス・オブ・ザ・ナイト：ジリアン・ロバートソン、ジャスミン・ジャスダビシアス
各選手にはボーナスとして5万ドルが授与された。

### カード変更
負傷などによるカードの変更は以下の通り。